# 嘉木样·罗桑图旦久美嘉措
嘉木样·罗桑图旦久美嘉措（藏語：བློ་བཟང་ཐུབ་བསྟན་འཇིགས་མེད་རྒྱ་མཚོ་，威利转写：blo bzang thub bstan 'jigs med rgya mtsho，1792年—1855年9月6日）藏族，青海同仁人，第三世嘉木样活佛，拉卜楞寺寺主。

## 生平
第二世嘉木样圆寂后，由土观活佛寻找后，他被认定为第二世嘉木样的转世灵童。1798年7岁时来到拉卜楞寺。1809年前往西藏学法，后进入哲蚌寺郭莽院。1811年受比丘戒。1813年返回拉卜楞寺。26岁时出任拉卜楞寺赤哇（寺主）。59岁时兼任塔尔寺赤哇。后由道光帝册封其为“扶法禅师”。1855年圆寂。